# Selección de fútbol sala de Birmania
La Selección de fútbol sala de Birmania es el equipo que representa al país en el Mundial de Fútbol Sala, en el Campeonato Asiático de Futsal y en el Campeonato de Futsal de la AFF; y es controlado por la Federación de Fútbol de Birmania.

## Estadísticas

### Copa Mundial de Futsal FIFA
| Copa Mundial de fútbol sala de la FIFA | Copa Mundial de fútbol sala de la FIFA | Copa Mundial de fútbol sala de la FIFA | Copa Mundial de fútbol sala de la FIFA | Copa Mundial de fútbol sala de la FIFA | Copa Mundial de fútbol sala de la FIFA | Copa Mundial de fútbol sala de la FIFA | Copa Mundial de fútbol sala de la FIFA |
| Año                                    | Ronda                                  | J                                      | G                                      | E                                      | P                                      | GF                                     | GC                                     |
| -------------------------------------- | -------------------------------------- | -------------------------------------- | -------------------------------------- | -------------------------------------- | -------------------------------------- | -------------------------------------- | -------------------------------------- |
| 1989 - 2008                            | No participó                           | No participó                           | No participó                           | No participó                           | No participó                           | No participó                           | No participó                           |
| 2012                                   | No clasificó                           | No clasificó                           | No clasificó                           | No clasificó                           | No clasificó                           | No clasificó                           | No clasificó                           |
| 2016                                   | No clasificó                           | No clasificó                           | No clasificó                           | No clasificó                           | No clasificó                           | No clasificó                           | No clasificó                           |
| 2021                                   | No clasificó                           | No clasificó                           | No clasificó                           | No clasificó                           | No clasificó                           | No clasificó                           | No clasificó                           |
| Total                                  | 0/9                                    | -                                      | -                                      | -                                      | -                                      | -                                      | -                                      |

### Copa Asiática de Futsal de la AFC
| Copa Asiática de Futsal de la AFC | Copa Asiática de Futsal de la AFC | Copa Asiática de Futsal de la AFC | Copa Asiática de Futsal de la AFC | Copa Asiática de Futsal de la AFC | Copa Asiática de Futsal de la AFC | Copa Asiática de Futsal de la AFC | Copa Asiática de Futsal de la AFC |
| Año                               | Ronda                             | J                                 | G                                 | E                                 | P                                 | GF                                | GC                                |
| --------------------------------- | --------------------------------- | --------------------------------- | --------------------------------- | --------------------------------- | --------------------------------- | --------------------------------- | --------------------------------- |
| 1999 - 2008                       | No participó                      | No participó                      | No participó                      | No participó                      | No participó                      | No participó                      | No participó                      |
| 2010                              | No clasificó                      | No clasificó                      | No clasificó                      | No clasificó                      | No clasificó                      | No clasificó                      | No clasificó                      |
| 2012                              | No clasificó                      | No clasificó                      | No clasificó                      | No clasificó                      | No clasificó                      | No clasificó                      | No clasificó                      |
| 2014                              | No clasificó                      | No clasificó                      | No clasificó                      | No clasificó                      | No clasificó                      | No clasificó                      | No clasificó                      |
| 2016                              | No clasificó                      | No clasificó                      | No clasificó                      | No clasificó                      | No clasificó                      | No clasificó                      | No clasificó                      |
| 2018                              | Fase de grupos                    | 3                                 | 0                                 | 0                                 | 3                                 | 5                                 | 22                                |
| 2022                              | No clasificó                      | No clasificó                      | No clasificó                      | No clasificó                      | No clasificó                      | No clasificó                      | No clasificó                      |
| Total                             | 1/16                              | 3                                 | 0                                 | 0                                 | 3                                 | 5                                 | 22                                |

### Campeonato de la AFF
| AFF Futsal Championship Record | AFF Futsal Championship Record | AFF Futsal Championship Record | AFF Futsal Championship Record | AFF Futsal Championship Record | AFF Futsal Championship Record | AFF Futsal Championship Record | AFF Futsal Championship Record |
| Año                            | Ronda                          | J                              | G                              | E                              | P                              | GF                             | GC                             |
| ------------------------------ | ------------------------------ | ------------------------------ | ------------------------------ | ------------------------------ | ------------------------------ | ------------------------------ | ------------------------------ |
| 2001                           | No participó                   | No participó                   | No participó                   | No participó                   | No participó                   | No participó                   | No participó                   |
| 2003                           | No participó                   | No participó                   | No participó                   | No participó                   | No participó                   | No participó                   | No participó                   |
| 2005                           | No participó                   | No participó                   | No participó                   | No participó                   | No participó                   | No participó                   | No participó                   |
| 2006                           | 3.º Lugar                      | 4                              | 2                              | 0                              | 2                              | 23                             | 31                             |
| 2007                           | Fase de grupos                 | 4                              | 2                              | 0                              | 2                              | 26                             | 23                             |
| 2008                           | Fase de grupos                 | 3                              | 1                              | 0                              | 2                              | 10                             | 13                             |
| 2009                           | Fase de grupos                 | 3                              | 0                              | 0                              | 3                              | 10                             | 28                             |
| 2010                           | Fase de grupos                 | 4                              | 0                              | 0                              | 4                              | 8                              | 22                             |
| 2012                           | Fase de grupos                 | 4                              | 1                              | 0                              | 3                              | 11                             | 19                             |
| 2013                           | Fase de grupos                 | 4                              | 2                              | 0                              | 2                              | 19                             | 10                             |
| 2014                           | Fase de grupos                 | 4                              | 2                              | 0                              | 2                              | 31                             | 13                             |
| 2015                           | Fase de grupos                 | 4                              | 2                              | 0                              | 2                              | 27                             | 9                              |
| 2016                           | Por disputarse                 | Por disputarse                 | Por disputarse                 | Por disputarse                 | Por disputarse                 | Por disputarse                 | Por disputarse                 |
| Total                          | 10/13                          | 52                             | 34                             | 2                              | 16                             | 265                            | 152                            |

### Juegos del Sureste de Asia
| Southeast Asian Games Record | Southeast Asian Games Record | Southeast Asian Games Record | Southeast Asian Games Record | Southeast Asian Games Record | Southeast Asian Games Record | Southeast Asian Games Record | Southeast Asian Games Record | Southeast Asian Games Record |
| Año                          | Ronda                        | J                            | G                            | E                            | P                            | GF                           | GC                           |                              |
| ---------------------------- | ---------------------------- | ---------------------------- | ---------------------------- | ---------------------------- | ---------------------------- | ---------------------------- | ---------------------------- | ---------------------------- |
| 2007                         | Fase de grupos               | 3                            | 0                            | 0                            | 3                            | 9                            | 19                           |                              |
| 2011                         | Fase de grupos               | 2                            | 0                            | 0                            | 2                            | 4                            | 20                           |                              |
| 2013                         | Fase de grupos               | 3                            | 0                            | 2                            | 1                            | 5                            | 12                           |                              |
| 2015                         | No participó                 | No participó                 | No participó                 | No participó                 | No participó                 | No participó                 | No participó                 |                              |
| Total                        | 3/4                          | 8                            | 0                            | 2                            | 6                            | 18                           | 51                           |                              |